# Komondjari
Komondjari is een van de 45 provincies van Burkina Faso. De hoofdstad is Gayéri.

## Bevolking
In 1997 leefden er 49.389 mensen in de provincie. In 2019 waren dat er naar schatting 105.000.

## Geografie
Komondjari heeft een oppervlakte van 5.048 km² en ligt in de regio Est. De provincie grenst in het oosten aan Niger.
De provincie is opgedeeld in drie departementen.

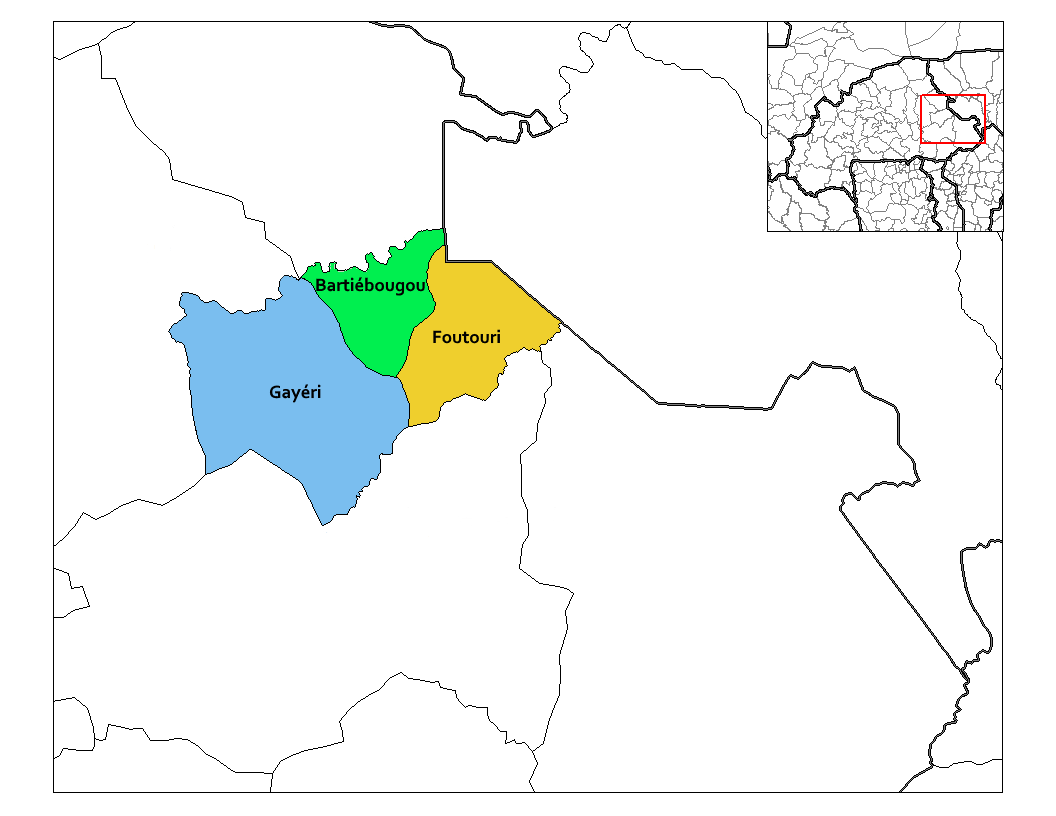
Departementen van Komondjari

Balé · Bam · Banwa · Bazéga · Bougouriba · Boulgou · Boulkiemdé · Comoé · Ganzourgou · Gnagna · Gourma · Houet · Ioba · Kadiogo · Kénédougou · Komondjari · Kompienga · Kossi · Koulpélogo · Kouritenga · Kourwéogo · Léraba · Loroum · Mouhoun · Nahouri · Namentenga · Nayala · Noumbiel · Oubritenga · Oudalan · Passoré · Poni · Sanguié · Sanmatenga · Séno · Sissili · Soum · Sourou · Tapoa · Tuy · Yagha · Yatenga · Ziro · Zondoma · Zoundwéogo